# Dualizm (religia)
Dualizm – pogląd reprezentowany przez wiele religii, doktryn religijnych, herezji czy ideologii, dotyczący natury i pochodzenia dobra i zła istniejącego w świecie. Radykalny dualizm zakłada istnienie dwóch równorzędnych i współodwiecznych sił: „Dobra i Zła”, „Światła i Ciemności”, „Dobrego Boga i Złego Boga”. Widzialny świat miałby być efektem ścierania się tych dwóch sił. Doktryny dualistyczne często wiążą materię z pierwiastkiem „złym”, zaś element duchowy – z „dobrym”, ale także (odwrotnie) – niektóre modele materialistyczne (np. tzw. dualistyczny materializm czy też hyliczny/materialny pluralizm) próbują syntezować te dwa pierwiastki, na głównych miejscach stawiając jednak materię.
Świat materialny miałby być stworzony przez „Złego Boga”, utożsamianego w doktrynach dualistycznych związanych z chrześcijaństwem z Bogiem Starego Testamentu (stąd odrzucają one Stary Testament).
Człowiek miał powstać w wyniku „uwięzienia” elementu duchowego w materialnym ciele. Bierze się z tego niechęć wyznawców poglądów dualistycznych do materii i do prokreacji, jako przedłużającej „uwięzienie” pierwiastka duchowego w materii.
Takie poglądy występowały między innymi w starożytnej Persji oraz w Langwedocji. Przykładami religii dualistycznych mogą być manicheizm (nawróconym manichejczykiem był św. Augustyn z Hippony) czy wierzenia katarów, w pewnej mierze zaratusztrianizm i niektóre doktryny gnostyckie, oparte m.in. na uznawaniu przez grupę ludzi (zobacz też: subkultura, sekta), że posiada tajemniczą wiedzę na temat tego jak stać się "lepszym" od innych, którzy są przez nią oceniani przesadnie pesymistycznie, negatywnie, a nawet dyskryminowani jako "gorsi" lub "źli". 
W XX wieku dualizm etyczny (a wręcz religijny) jako fundament ideologii volkistowskiej, stał się zaczynem narodowo-socjalistycznego faszyzmu.

Oś manicheizmu (itp. dualizmów) wynikać mogła z wyjętej z kontekstu dosłownej interpretacji (jako opisu stanu docelowego nie przejściowego tuż przed śmiercią Jezusa) następującego fragmentu z Ewangelii Jana: 

Ja zaś będę prosił Ojca, a innego Pocieszyciela da wam, aby z wami był na zawsze - Ducha Prawdy, którego świat przyjąć nie może, ponieważ Go nie widzi ani nie zna. Ale wy Go znacie, ponieważ u was przebywa i w was będzie.

 Głoszone na gruncie chrześcijaństwa tezy dualistyczne są herezjami dla katolicyzmu i wielu innych wyznań chrześcijańskich, m.in. z powodu twierdzeń że ludzie oceniani jako "źli" nigdy nie zintegrują się (np. poprzez dialog ekumeniczny i międzyreligijny) z ocenianymi jako "dobrzy", albo że jest to skrajnie trudne. Współcześnie katolicy uznają także, że nikt nie jest z gruntu "zły", ani całkowicie doskonały, być może popełnia więcej lub mniej błędów, ale też zawsze istnieje szansa na jego poprawę, nawrócenie. Zdarzały się również i w tej materii odstępstwa - mniej lub bardziej usprawiedliwione - próby nawracania czy wprowadzania inkluzywności siłą lub przymusem (por. prozelityzm). Z drugiej strony np. Reinhold Niebuhr, opierając się na św Augustynie, pisze alegorycznie, że na wstępie "naiwne", zapewne niedoskonałe, dzieci światła (symbolizujące siły demokratyczne lub te mniej dualistyczne) podczas walki z dziećmi ciemności (symbolizującymi totalitaryzm, skrajniejszy dualizm) zaabsorbują ich wiedzę i siły (co z kolei może prowadzić do imperializmu - bardziej tolerancyjną i jeszcze mniej dualistyczną, a pluralistyczną wizję religii proponował np. św Tomasz z Akwinu, do którego nawiązuje współczesna koncepcja chrześcijan anonimowych).
Według Heraklita sprzeczności mogą okazywać się pozorne a droga w górę może być (lub nawet jest) drogą w dół. Podczas gdy w pewnych okolicznościach może to być istotnie prawdą (np. po zmianie kontekstu, po zwróceniu się o 180 stopni, stojąc na drodze w dół, stajemy na drodze w górę, która fizycznie jest nadal tą samą drogą, jednak taka zmiana może być już niemożliwa gdy droga wiedzie np. tuż nad przepaść), to uzależnianie oceny moralnej od kontekstu, czy okoliczności (np. historycznych) w skrajnych przypadkach prowadzi do relatywizmu, co zauważa i krytykuje np. Popper.
W wielu religiach stan niedualności jest zwieńczeniem i niejako urealistycznieniem poszukiwań duchowych.
Fichte twierdził, że rzeczywistość jest jednak taka, że cechuje ją zarówno dualizm jak i pluralizm. Rozważał on dualizm w znaczeniu szerszym niż tylko religijnym, jednak wzajemne przenikanie się teologii i filozofii są niezaprzeczalne. Według niego, gdy dochodzi do dualistycznej sprzeczności teza - antyteza (A i nie A), nie należy, zgodnie z klasycznymi zasadami, całkowicie odrzucać obu przesłanek, po stwierdzeniu że doszliśmy do absurdu (reductio ad absurdum), ale konieczne jest przeprowadzenie syntetycznych spekulacji. Sprzeczność nie unieważnia obu stron, jedynie ogranicza je, a dzięki ich podzielności odnajdujemy w nich cechy podobne, jednoczące obie strony, niekoniecznie w sposób symetryczny, ale rozważając do jakiego stopnia uznawana przez nie rzeczywistość jest prawdziwa. Popper przyznaje, że taka "triada dialektycza" nie jest złym opisem metod naukowych rozwiązywania np. dualistycznych sprzeczności, jednakże problem polega na tym, czy uznaje się, że sprzeczności są wysoce pożądane (jak np. u Hegla, co według Poppera nie jest naukowe), czy jednak za wszelką cenę się ich unika, a w razie powstania rozwiązuje, nie uznając za docelowe.

## Paradoksy dualizmu
Pewne aspekty dualizmu mogą wynikać z niedoskonałości (z tzw. nieostrości nazw) języka naturalnego, który oczywiście operuje słowami ("etykietami"). Przykładowo, w rzeczywistości fizycznej, sąsiednie kolory tęczy płynnie przechodzą jeden w drugi, jednak, próbując je nazwać, gdzieś chcemy postawić progi, granice, rozgraniczenia obszarów i przyporządkować im etykiety nazywające kolory. Paradoks, trudność takiego "progowania" zauważył już Eubulides uczeń Euklidesa z Megary, który rozważał np. to, kiedy zaczyna się łysina ("dualizm" łysi - niełysi), jeśli proces łysienia następuje zwykle w sposób płynny, stopniowy, więc jak w ogóle jest ona możliwa, skoro utrata pojedynczego włosa jej nie powoduje, por. paradoks stosu. W naukach o sztucznej inteligencji podobny problem występuje pod nazwą "progowania znaczeniowego", zauważono że w zależności od kontekstu, globalnego lub lokalnego, elementy pośrednie "szare" mogą być klasyfikowane niejednoznacznie jako "jasne" albo "ciemne". W badaniach nad przynależnością religijną i religijnością, by ograniczyć te wynikające z dualizmu problemy, zamiast klasyfikacji najprostszej: wierzący - niewierzący (czy też uduchowieni - materialiści), stosuje się w ramach precyzacji dodatkowe, pośrednie kategorie, a czasem skale liczbowe (np. skala Engela) subiektywnej oceny poziomu własnej religijności, podstawowe kategorie to np.: głęboko wierzący, wierzący, raczej niewierzący, całkowicie niewierzący.